# Vallekebergse Alpe Vrung
De Vallekebergse Alpe Vrung is een Limburgse klim- en bergsportvereniging opgericht in 1968 in Valkenburg.
De vereniging bestaat uit zeer actieve bergbeklimmers die al vroeg in de Nederlandse klimgeschiedenis actief waren.

## Expedities
- 1969: Mont Blanc
- 1988: Boliviaanse Condoriri en in de Peruaanse Cordillera Blanca o.a. de Nevado Huascarán (6768 meter).
- 1992: On Top All Over The World Expedition Beklimmen van de Seven Summits in een jaar.
- 1993: Pamir-expeditie, met o.a. beklimming van de Korsjnevkaya (7105 m), de Pik Communismus (7495 m), en de Pik Four (6299 m).
- 1992, 1994 en 1997: McKinley Expedities.
- 2007: 40X40X4000, alle vierduizenders van de Alpen in een jaar.